# Цовенчедо
Цовенчедо (італ. Zovencedo, вен. Xovencedo) — муніципалітет в Італії, у регіоні Венето, провінція Віченца.
Цовенчедо розташоване на відстані близько 410 км на північ від Рима, 70 км на захід від Венеції, 14 км на південь від Віченци.
Населення — 784 особи (2014).

## Демографія
Населення за роками:

Станом на 1 січня 2023 року в муніципалітеті офіційно проживало 18 іноземців з 8 країн, серед них 9 громадян країн Євросоюзу.

## Сусідні муніципалітети
- Аркуньяно
- Барбарано-Вічентіно
- Брендола
- Гранкона
- Віллага